# Ulrich Anacker
Ulrich Anacker (* 15. April 1944 in Peine; † 1. März 2018), mit vollständigem Namen vermutlich Hans-Ulrich Anacker, war ein deutscher Philosoph.

## Leben
Anacker besuchte von 1950 bis 1954 die Volksschule in Nörvenich, von 1954 bis 1958 das humanistische Gymnasium in Düren und danach bis 1963 das St. Michael-Gymnasium in Münstereifel. Anschließend studierte er Germanistik, Theologie und Philosophie an den Universitäten Frankfurt a. M. und Tübingen. Mit einer Arbeit Zum Problem der Identität wurde er 1969 an der Universität Frankfurt a. M. bei Wolfgang Cramer zum Dr. phil. promoviert. Anschließend war er Lehrbeauftragter für dialektische Philosophie an der Universität München. Seine 1973 von der Universität zu Köln angenommene Habilitationsschrift trägt den Titel Natur und Intersubjektivität. Im Vorwort der Untersuchung dankte er Jürgen Habermas, Hermann Krings und Hans Radermacher „für Anregung und Kritik, mit der sie diese Arbeit gefördert haben.“ 1976 wurde er zum Dozenten für Soziologische Anthropologie an der TH Aachen ernannt. Später lehrte Anacker als Professor für Philosophie an der Universität zu Köln. Er war Mitarbeiter des Handbuchs philosophischer Grundbegriffe, für das er die Artikel Geschichte (zusammen mit Hans Michael Baumgartner), Subjekt und Vernunft schrieb. 1978 beteiligte er sich an dem von Willi Oelmüller organisierten Symposion Normen und Geschichte. Er war zuletzt am Institut für Bildungsphilosophie, Anthropologie und Pädagogik tätig und trat im September 2009 in den Ruhestand.
Er wurde auf dem Melaten-Friedhof in Köln beerdigt.

## Schriften (Auswahl)

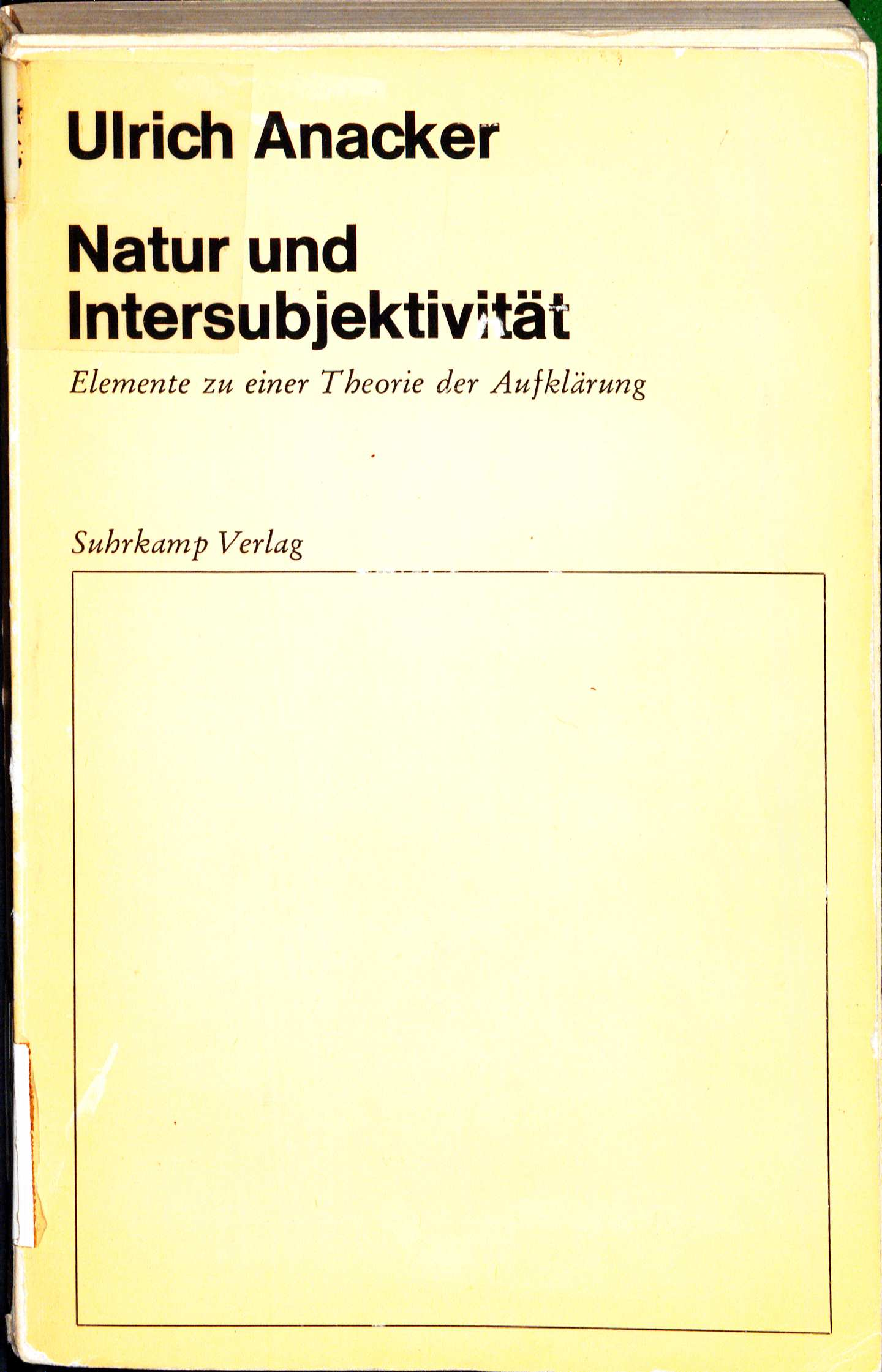
Natur und Intersubjektivität (1974)

- Ulrich Anacker: Zum Problem der Identität. (Dissertation; Philosophische Fakultät der Johann Wolfgang Goethe-Universität zu Frankfurt am Main. Druck: UNI-Druck, 8 München 13) 1969.
- Ulrich Anacker: Natur und Intersubjektivität. Elemente zu einer Theorie der Aufklärung. Suhrkamp, Frankfurt am Main 1974, ISBN 3-518-07385-0. (Habilitationsschrift)
- Ulrich Anacker u. a.: Aller Anfang ist schwer. Eine Pädagogik des 1. Schuljahres für Eltern und Lehrer. Verlagsgesellschaft Schulfernsehen, Köln 1974, ISBN 3-481-21031-0.
- Willi Oelmüller (Hg.): Normen und Geschichte (= Materialien zur Normendiskussion. Band 3). F. Schöningh, Paderborn 1978.
- Walter Brandsch, Ulrich Anacker: Lesen. Texte für den Deutschunterricht (= Lesewerk für Gymnasien. Band 9). 2. Auflage. Bayerischer Schulbuch-Verlag, München 1972.
- Ulrich Anacker: Fragen. Kritische Texte für den Deutschunterricht. Bayerischer Schulbuch-Verlag, München 1972.